# Necroscia fuscoannulata
Necroscia fuscoannulata är en insektsart som först beskrevs av Haan 1842.  Necroscia fuscoannulata ingår i släktet Necroscia och familjen Diapheromeridae. Inga underarter finns listade i Catalogue of Life.